# Vaszilij Vasziljevics Kandinszkij
Vaszilij Vasziljevics Kandinszkij (oroszul: Василий Васильевич Кандинский, Moszkva, 1866. december 16.  – Franciaország, Neuilly-sur-Seine, 1944. december 13.) orosz absztrakt festő, író.

## Élete

### Gyermekkor
Kandinszkij 1866-ban született Moszkvában. Anyja balti német származású volt. Apja Kelet-Szibériában, Nyercsinszkben született, ősei száműzöttek voltak. Moszkva, a hőn szeretett város mindennapi képe, amit később több lírai képén is megfest, szintén mély benyomást tett rá. A város maga volt az álom számára, melyhez évek múltán is visszatért.
Kandinszkij első élményei hároméves korából származnak. Kiváló eidetikus memóriája, továbbá jellemző volt rá a szinesztetikus érzékelés: bizonyos színeket barátságosnak, másokat barátságtalannak talált (ez a fajta gondolkodásmód felnőtt korában is megmaradt) és a színekhez folyamatosan hangokat kapcsolt. Erősen kötődött a festékanyagokhoz is. Úgy kezelte a festékeket, mintha lények lennének: „Néha hallom a színek sóhaját.” „Kandinszkij mindvégig gyerek maradt, mert mindig csodálkozott.” Ezen felül parttalan, romantikus személyiség volt, nagy nyitottsággal a transzcendencia iránt.
Életének korai szakasza feszültségekkel teli volt. Szüleinek nem volt jó kapcsolatuk, a fiatal Kandinszkij a feszültségek elől a misztériumok és legendák népesítette belső világba menekült. A nagynénje – aki az anya távozása után is a családdal maradt – németül olvasott fel germán meséket-mondákat, melyek kincsestára táplálta művészi képzelőerejét.
Kandinszkij szabadon mozgott a kultúrák között. Ez annak volt köszönhető, hogy sokszor változtatta életterét: élt Münchenben, Moszkvában, Murnauban stb.
1871-ben – az apa egészségi állapota miatt – családjával Odesszába költöztek, de Moszkvába minden évben ellátogattak. A gimnázium elvégzése után, 1886-ban beiratkozott a Moszkvai Állami Egyetem jogi karára. 1889-ben néprajzi expedíción vett részt a Vologdai kormányzóság északi részén. Az út során benyomásokat szerzett az orosz népi kultúráról. Útját követően valahányszor belépett egy orosz templomba vagy a számtalan bajorországi kápolna valamelyikébe, mindig úgy érezte magát, mintha egy festmény szereplője lenne. Ezt a felismerést művészi motivációjának újabb kiindulópontjaként értelmezte: „Így járja be a szemlélő a képet, hogy aztán feledve önmagát, annak részévé váljon.”

### Festővé válása
1891 végén feleségül vette unokatestvérét, Anna Csemjakinát. Féléves nászútra indultak Európába, Meglátogatták Bécset, Münchent, Milánót, Nervit, két hónapot töltöttek Párizsban és 1892 márciusában visszatértek Moszkvába.
1893-ban befejezte tanulmányait, doktori címet szerzett és beválasztották a Moszkvai Jogász Szövetségbe, 1896-ban Gyerptbe (ma: Tartu, Észtország) hívták jogfilozófia professzornak.
Azonban – ugyanebben az évben, harmincévesen – Kandinszkij meglehetős hirtelenséggel inkább Münchenbe, Európa egyik jelentős „képzőművészeti fővárosába” költözött, végképp elhatározva, hogy festő lesz. Münchenben számos híres és közismert festő működött ekkoriban, a szecessziós mellett az akadémikus, valamint kisebb mértékben az impresszionista stílus is képviselve volt. Münchenben Kandinszkij Anton Ažbe impresszionista mester festőiskolájába járt, szorgalmasan elvégezte a rendkívül unalmasnak talált anatómia- és aktrajzoló gyakorlatokat. Ugyanakkor a mester lendületesebb, impresszionizmus-inspirálta festészeti órái személyiségére és későbbi művészetére is hatást gyakoroltak, ami felfedezhető „impresszióknak” nevezett későbbi képein. Ebben az időszakban azonban önálló, nagyméretű vászonképet csak nagyon keveset festett, ezek közé tartozik az Öreg város c., a fauvizmus és impresszionizmus jegyeit magán viselő kép, valamint a Kék lovas.

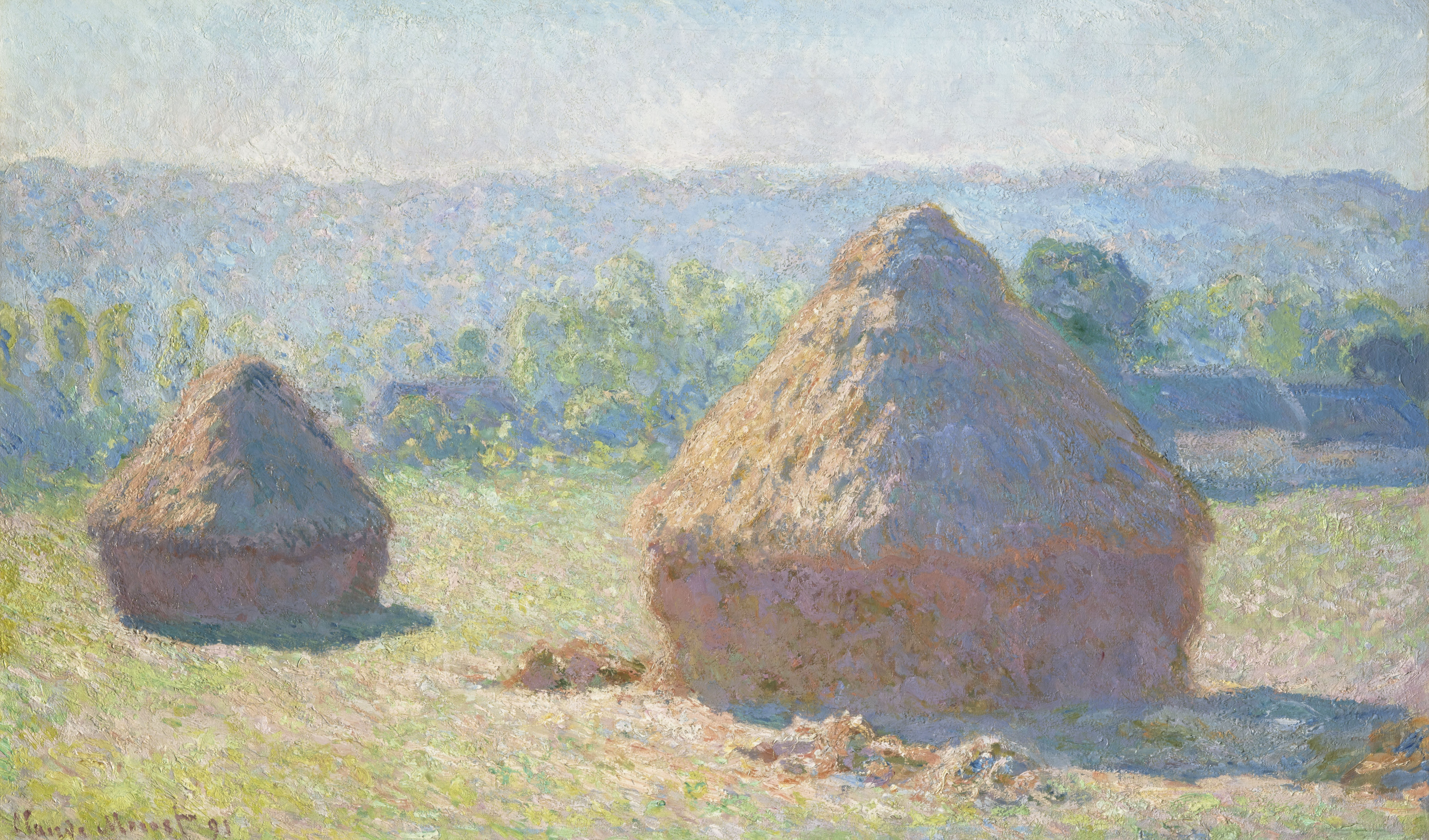
Claude Monet: Szénakazlak, a nyár végén Gyvernyben (1891)

A döntésben maga Kandinszkij két meghatározó élményt nevezett meg később írásaiban. Az egyik Richard Wagner Lohengrinjének meghallgatása, melynek kapcsán megformálódott benne a festészet és a zeneiség összekapcsolásának igénye. A másik tulajdonképpen két élmény, de egyazon sémán alapulnak. 1895-ben látott egy impresszionista kiállítást Münchenben, és a szemébe ötlött Claude Monet szénakazlakról festett képsorozatának egyik darabja (valószínűleg a „nyár végén” festett változat). A katalógusban szerepelt a Szénakazlak cím, azonban Kandinszkij hiába nézte a képet, sokáig képtelen volt felismerni rajta az alakokat, a természeti motívumokat. „Ez felbosszantott” – írta később – „akkor még úgy éreztem, egy festőnek egyszerűen nincs joga effajta homályossággal festeni”. Az élmény azonban később a saját műtermében egy saját maga festette képpel is megismétlődött: az egyik kép véletlenül fejjel lefelé lett felakasztva, és ez megnövelte a rajta lévő alakok felismerhetetlenségét. Kandinszkij ezáltal ismerte fel, hogy a motívumok önmagukban is megállhatnak, tárgyábrázoló jelleg, „jelentés” nélkül is képes lehet egy festmény hatást gyakorolni, jelentős vizuális élményt kiváltani.
Kandinszkij tehetséges író volt, és számos írásában fejtette ki nézeteit a művészi tevékenység e fontos indítékáról, amelyet „belső elhivatottságként” vagy „belső szükségszerűségként” említ.
1910-ben adta ki első könyvét, egy esztétikai és művészetfilozófiai értekezést A szellemiségről a művészetben címmel. Kiindulási pontja kemény materializmus-ellenesség volt, ezért fordult az absztrakt megjelenítésmódhoz.
Úgy vélte, hogy éppen a modern tudományban született meg a materializmus legyőzése. A természettudományos gondolkodásmódot alapjaiban rendítette meg Henri Becquerel, francia fizikus 1896-ban a radioaktivitás felfedezésével. Ennek hatása alól Kandinszkij sem vonhatta ki magát: „Számomra az atom részekre bomlása világraszóló kataklizmával egyenértékű. A legrobusztusabb falak omlottak össze elképesztő váratlansággal. Minden bizonytalanná, erőtlenné, megbízhatatlanná vált. Az sem lepett volna meg ennyire, ha a kő szétmállik, levegővé olvad és láthatatlanná válik a szemem előtt.” Energia = anyag. Henri Matisse és Pablo Picasso tevékenysége felel meg ennek. Kandinszkij ezt egy nagy változásnak veszi. Azt mondja, hogy belső rezgése minden tárgynak van, ez az, amit a festőnek a puszta színek és formák által fel kell keltenie a nézőben. Klang = rezonancia. A szín közvetlenül hat a nézőre. „Általában a szín olyan erő, mely közvetlenül hat a lélekre. A szín a billentyűzet, a szemek a kalapácsok, a lélek a zongora a húrokkal. A művész a kéz, amely játszik. Megérinti az egyik vagy másik billentyűt, és megrezegteti a lelket.”
Az absztrakcióban a művésznek a belső parancsát kell követni. Az absztrakció anyagtalanítás, a dolgok belső kvalitásainak felfedezése. A művészet számára egy kizárólagos lehetőség, ami egy távolba mutató eszmerendszer megszilárdítására az ellentmondás és a következetlenség világában. A festészetében ennek a teóriának a megvalósítása nem nagyon sikerült, de elméletei nagy hatással voltak a rá következő nemzedékekre.
Az elméletei vallásossá teszik: ortodox esküvőt rendezett magának. Az apja teológus volt, nem dogmatikus. Inkább csak egy mindent átölelő hitet képviselt. Érdeklődése nyitott volt minden csodára. Egy világi ferences hit jellemzi Kandinszkijt és a Der Blaue Reiter csoportot.

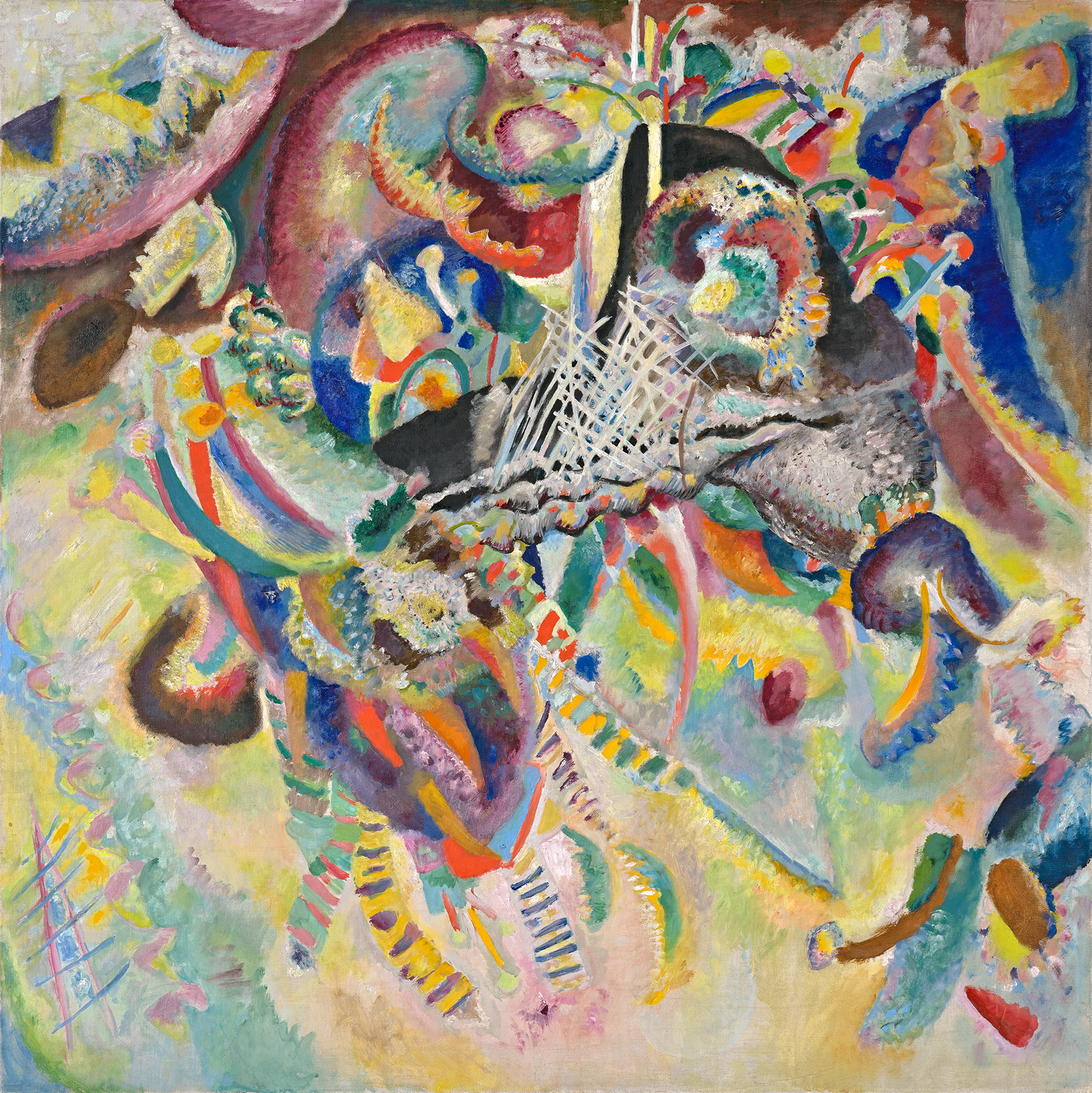
Fuga, 1914 (olaj)

Absztrakt jellegű műalkotásait három korszak szerint csoportosíthatjuk:
- 1. Drámai korszak (1910-1920)
- 2. Hűvös korszak (1914-1930)
- 3. Biomorfikus absztrakció (1930-1944)

Kandinszkij úgy döntött 1896-ban, hogy művészi tanulmányait Münchenben folytatja. München ez idő tájt a művészet kozmopolita városának hírében állt. Itt került kapcsolatba a német expresszionista művészekkel.
1904-1905 között ismerkedett meg Gabriele Münterrel. Oroszországban és Európában utaztak. Így került Kandinszkij kapcsolatba a kubistákkal és a fauve-okkal. Stefan George kör: A szimbolikus költőkből álló csoport tagja hatottak Kandinszkij festészetére.

### Meseképek
- Meseillusztrációk: Hölgyek krinolinban.
- Vasárnap (ősi orosz): (1904) Ebben a művében és más hasonló orosz fogantatású képein tetten érhetjük erőfeszítéseit, hogy kiaknázza a motívumokból a bennük rejlő alapvető lehetőségeket a színek és formák hangsúlyozott használatával.
- Strandkosarak a holland tengerparton: (1904) Vastag kötetlen ecsetnyomokkal dolgozik, ez a kezelés a festék egy lényhez való hasonlításából keletkezik. Képén nincs olyan szigorú rend, mint a posztimpresszionistáknál. A kép még meglehetősen távol állt saját absztrakt vizuális expresszióitól.
- Lovagló pár: (1906) Érzéki színhasználat jellemzi, ami később önállósulni fog képein. Ez a jugendstílből fakad. Kábító delirikus hatásokkal dolgozik. „Számomra minden szín a lelkét ajánlja” – mondja Kandinszkij. Drágakőként szikrázó apró, élénk pöttyök, foltok ellensúlyozzák a sötét tónusú hátteret. A helyszín egy tornyos, kupolás folyóparti város, mely nagyon emlékeztet az ősi Moszkvára. Fiatal pár lovagol összeölelkezve a képzeletbeli tájban.
- A kék lovas:
- Színes élet: (1907) A hatalmas tempera kép is a mitikus átlényegült orosz anyaföldképhez kapcsolódik. Első pillantásra úgy tűnik, céltalanul kavargó festői alakok tömegét látjuk az őszi táj nyújtotta festői háttérben. Varázslatos város magaslik föléjük, magányos fényben tündökölve egy hegy csúcsán. Itt már fokozatosan kezdenek láthatóvá válni a motívumok csoportjai és a mozgás rendezettsége. Most kezdjük megérteni, miért adta Kandinszkij oly kevés művének a „kompozíció” címet, melyet a lehető legmagasabb fokú művészi elismerés kifejezésének tartott. Úgy vélte, hogy egyedül a festészet hivatott a múlt és a jelen orosz tárgyi és spirituális valóságának, a halál érintésének, a feltámadásba vetett hitnek, a mindennapi élet apró örömeinek és szenvedéseinek ábrázolására. Ezek az alapmotívumok apróbb-nagyobb változtatásokkal felbukkannak Kandinszkij későbbi művein is.
- A Szent Orsolya-templom München Schwabingban: (1908)

1909-ben Kandinszkij Murnauba költözik, az Alpok lábánál fekvő kis városba, ebben és az ezt környező kisebb falvakban fest. Megpróbálja átültetni korai fametszeti stílusát olajjal festett tájképtanulmányaira. A képein érezhető némiképp a fauvista festők hatása. Kandinszkij a murnaui képeit a világos-sötét, hideg-meleg kontrasztba állította tiszta, csillogó színű, nagy tömör felületekből komponálta. A végletekig feszíti a tónusokat és ellentéteket. Az ábrázolt téma szinte beleveszik a színek életerős áradatába. Kandinszkij ekkorra szinte teljesen szakított a temperaképek mesevilágával, csak szórványos nyomai maradtak alkotásaiban.
- Szobabelső (Az ebédlőm): (1909) A fauves-ok hatását jelzi.
- Murnaui házak I.: (1909) Nagy és tömör felületeket alkalmaz, de a színei már porhanyósabbak.
- Murnaui házak II.: (1909)
- Tájkép:
- Temető és plébánia Kochelban: (1909)
- A murnaui Grüngasse: (1909)
- Murnaui látkép vasúttal és kastéllyal: (1909) Sok tekintetben a fametszeteket idézi kompozíciójában, s különösen a formák éles körvonallal határolt felületeiben. Az erős, vastagon felvitt színek – éles ellentétben a vonal feketéséjével – a művészi kifejezés új eszközeinek bizonyultak.
- Murnaui látkép: (1909)
- Murnaui templom: (1910) Fenntart bizonyos tárgyi elemeket. Lovas és templom szakrális felhanggal jelentkeznek.
- Kép íjásszal: (1909) A mesevilágnak csak szórványos nyomai maradtak alkotásaiban. A lóháton ülő lovag több korai képén is felbukkan. A mondai motívum a harc jelképévé vált Kandinszkij ikonográfiájában, de közben megőrizte eredeti avantgárd jelentéstartalmát (vagyis tulajdonképpen „élgárdista”) is. Tisztán kivehetők a formák, annak ellenére, hogy átalakulásban vannak. Kandinszkij érzékelte az absztrakció veszélyét: elsődlegesen a dekorativitást. Ezért nem hagyta el teljesen az ábrázoló művészetet, mindig hagyott egy támpontot az embereknek, hogy ne vesszenek el az absztrakcióban. Megpróbált bizonyos formai elemeknek jelentést adni. Úgy vélte, hogy pusztán színekkel és formákkal fel lehet kelteni bizonyos érzékeket az emberekben.
- Hegy: (1909) A tetőn egy templom van, alatta egy lovassal. A lovas is egyre inkább tiszta energiává válik. A formák már folyamatos átalakulásban vannak. A ritmussal mozgatja meg őket. Noha a képnek a címe valósághű ábrázolásra utal, de a festmény arról tanúskodik, hogy Kandinszkij lépésről lépésre fedezte fel a szín és forma új, önálló nyelveit.

#### Néhány képe a rotterdami Museum Boijmans Van Beuningenben

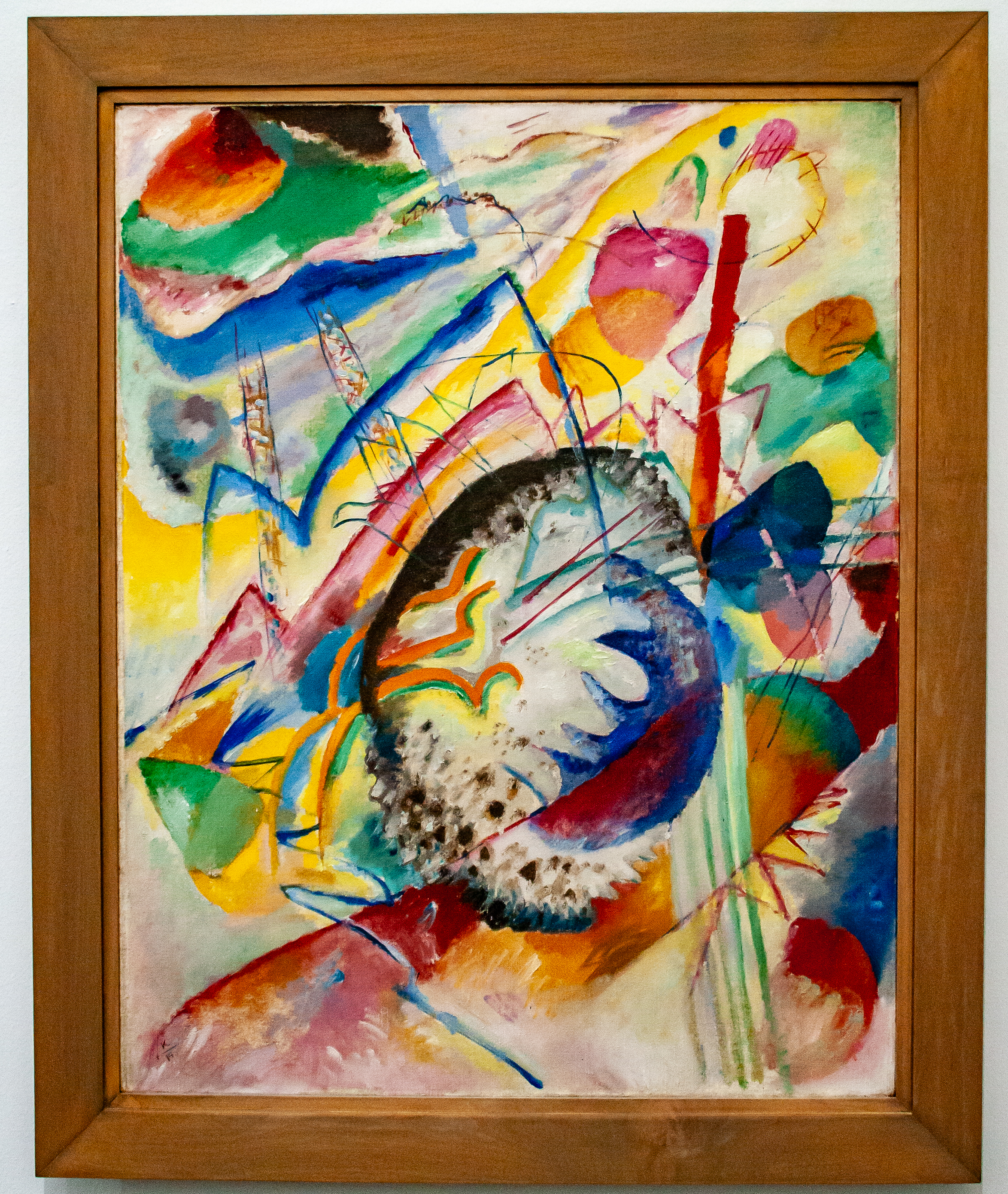
Nagy tanulmány, 1914
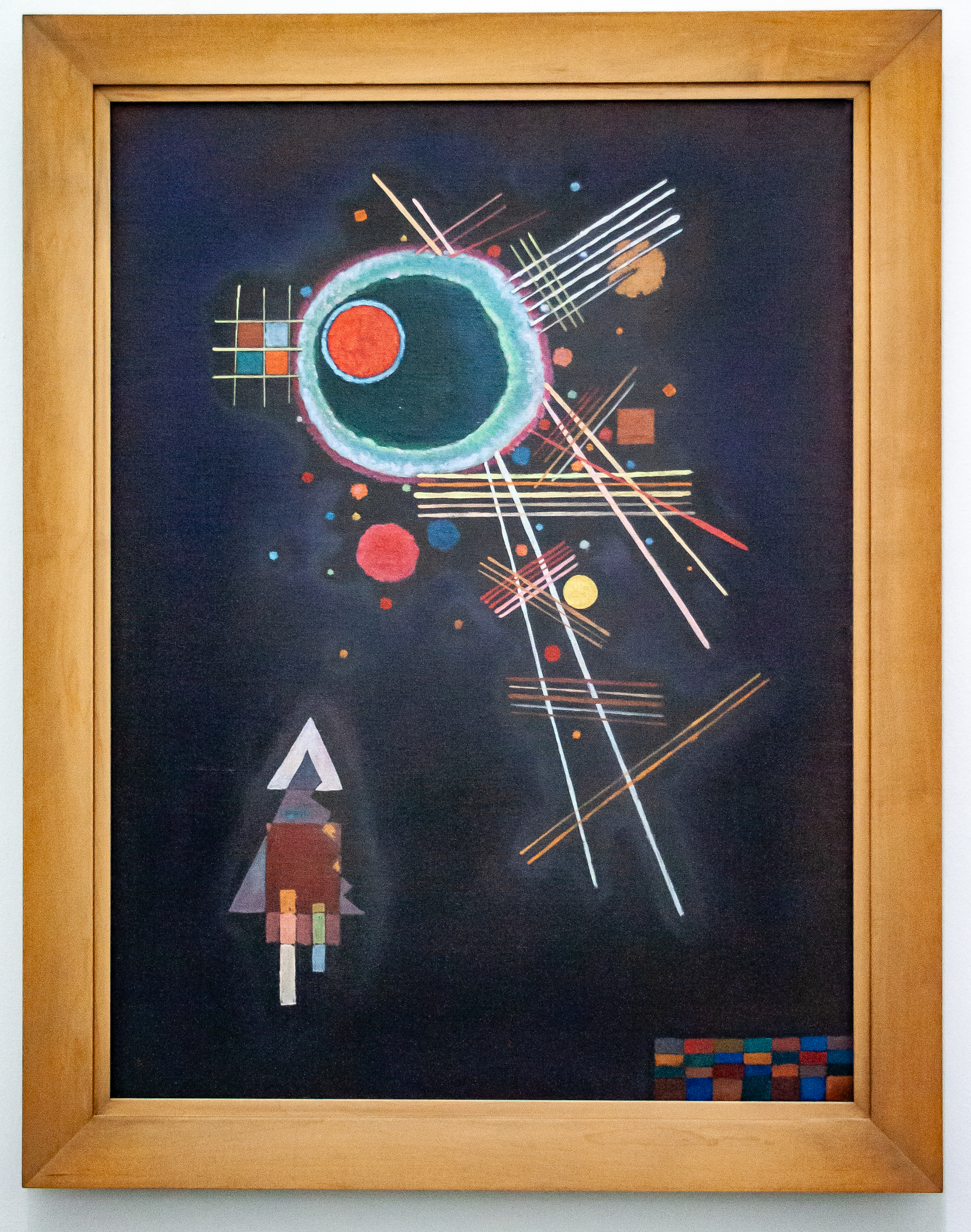
Sugarak, 1927
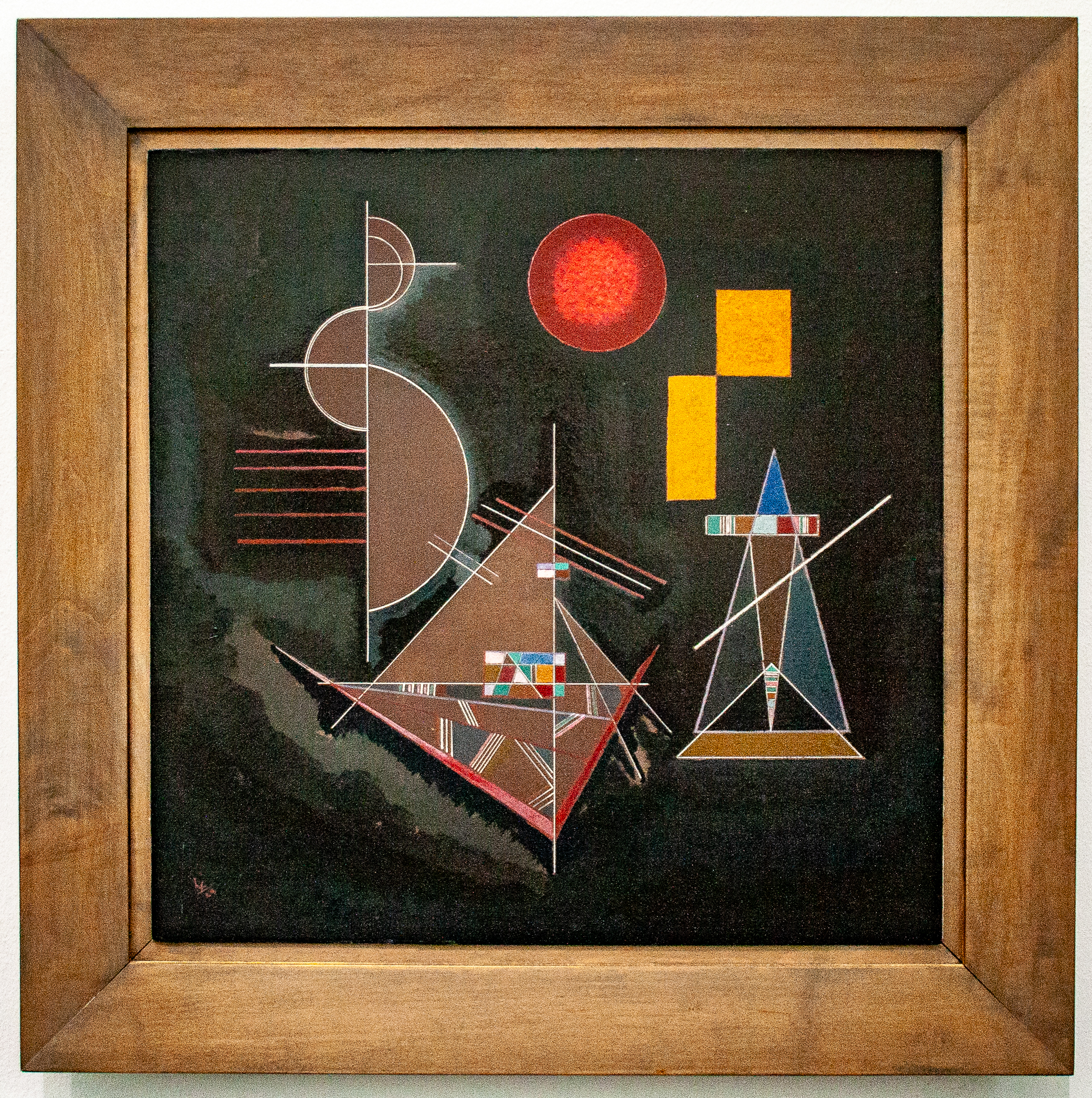
Könnyű a nehézben, 1929
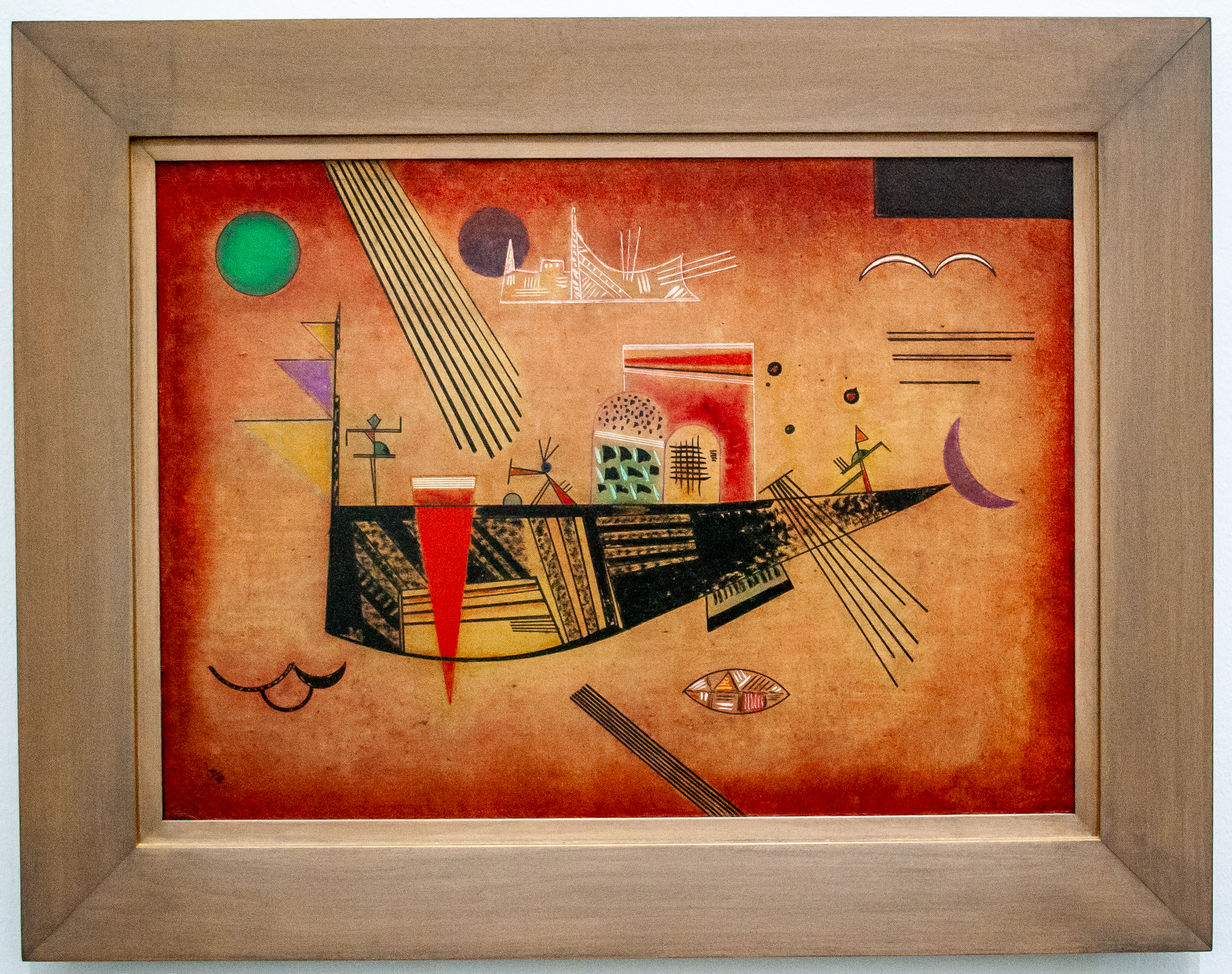
Rosszkedv, 1930
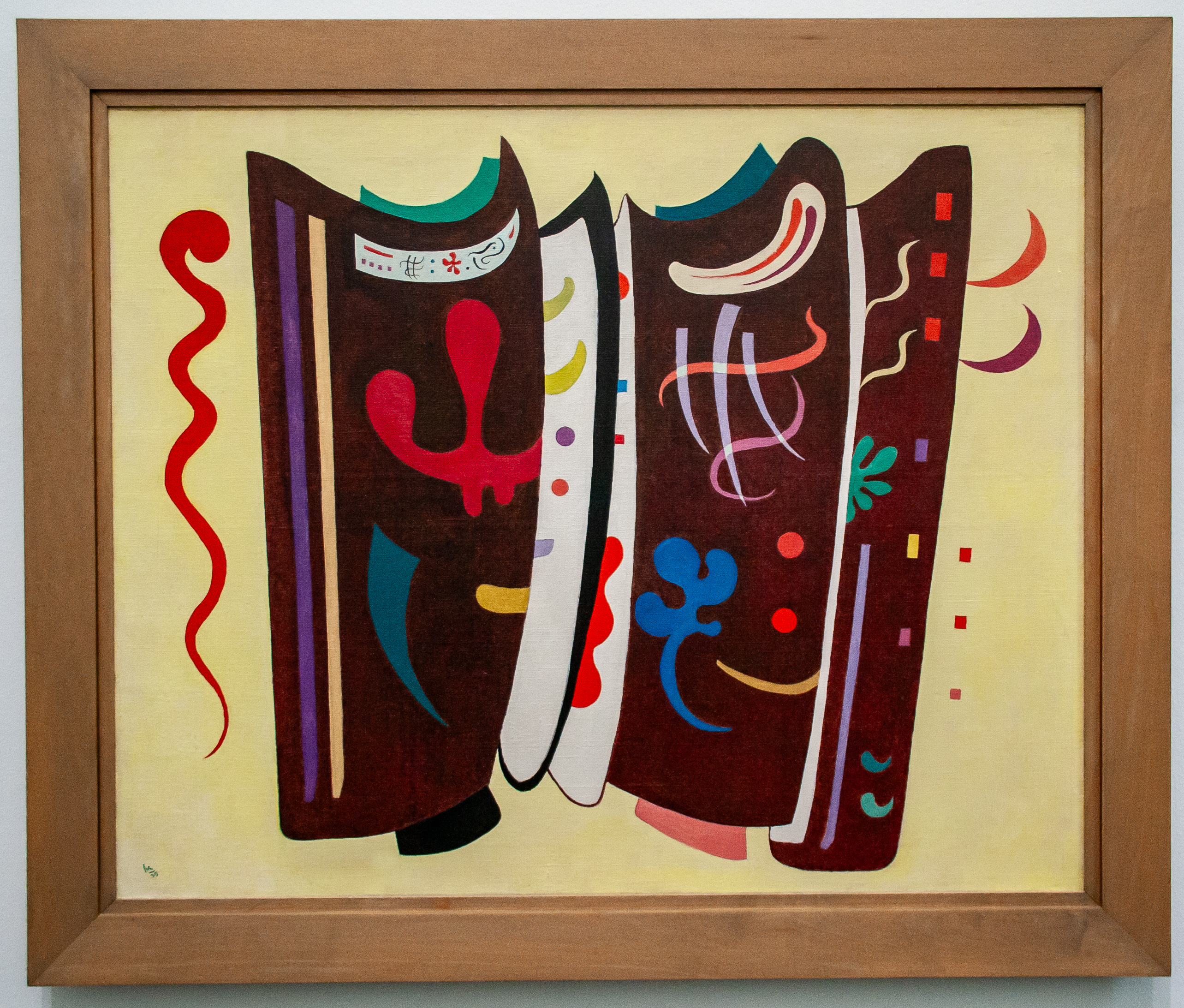
Barna kiegészítéssel, 1935

### A drámai korszak
1910 fordulópont volt az életében. Megszületik az első absztrakt akvarell. Ezután következik az úgynevezett „drámai korszak”, ami 1920-ig fog tartani. Kandinszkij a színek kihívó kontrasztjainak érzékeltetését tűzte ki céljául, nem harmóniájukat.
Kandinszkij nem szerette a képeit absztraktnak nevezni, ő a „konkrét” szót használta, mert szerinte az absztrakt képen maga természet jelenik meg.
Kandinszkij óva int a formák és színek céltalan önállóságának veszélyeitől: „Ha elszakítjuk a Természettel összefűző kötelékeinket, és csak a puszta színek és absztrakt formák kombinációjával törődünk, akkor végül olyan műveket hozunk létre, melyek pusztán dekorációk; legfeljebb nyakkendőnek vagy faliszőnyegnek alkalmasak. Szín és forma szépsége önmagában nem elegendő cél…”
A színek pszichológiai hatásával foglalkozik: a színek egy mélyebb tudás hordozói. A lélektani szimbolikája kicsit Goethe-re emlékeztet. A színek szolgálnak hús-vér karakterek gyanánt az alakok és a tárgyak helyett a festészet színpadán. Kandinszkij életet lehel beléjük erőteljes elevenséggel alkalmazott lineáris kifejezésmódjával, melyet részletekig menő elemzésnek vet alá egy későbbi, „A pont és a vonal a síkban” c. tanulmányában. „Szín, vonal és szabadon áramló forma együttese hívja életre a drámai vizuális idiómát, mely kifejezi a szellem és az anyag közti antagonisztikus (kibékíthetetlen) ellentétet, és lefordítja az elmúlt évek eszkatológikus hangulatát egy absztrakt, de közvetlenül megközelíthető képszimbolikára.”
- vörös: élvezetes, vitalitás, szép = vörös. „A határtalanul meleg vörösből hiányzik a sárga felelőtlen vonzereje, de ellenállhatatlan élénkséggel csendül meg bennünk. Önmagában is kiforrottan lángol és energiáját nem pazarolja céltalanul.”
- fekete: félelem, ellenszenv
- sárga: jellegzetesen föld szín, de egyben éteri is, határok szétrúgása, beteges őrültség.
- kék: égi szín, nyugalom és meditáció. „A kék jellegzetesen égi szín.”
- zöld: ez egy tehén, önmagával megelégedett, stupid.
- fehér: végtelen, zenei szünet, lehetőségekkel teli.
- fekete: halál utáni űr, lehetőségek nélküli

Festői kottázást alkalmaz. Nemcsak színeket hanem a formákat és részletes elemzés alá veszi.
- Háromszög: egy lény a rá jellemző parfümmel.
- Pont:
- Hegyesszög: sárgára van színezve.
- Kör: a legszerényebb forma, de könyörtelenül érvényesíti önmagát.

Az elemi élményeit írja le, de nem szilárdítja meg ezeket életművében.
Kandinszkij ekkor élénken érdeklődik a kortárs zene és a színház iránt is. Egy Schönberg-koncertet követően kiterjedt levelezésbe kezdett a dodekafon kompozíció apjával a zene és művészet közötti kapcsolatról. A Müncheni Művész Színházban újabb inspirációkra bukkant a „Sárga hang” és az „Ibolya függöny” című saját színoperáihoz.
Kandinszkij felvette a kapcsolatot Rudolf Steinerrel és az újonnan alapított Antropozófiai Társasággal. Kandinszkij arra használta a kialakult (régebben teozófiai) érvrendszert, hogy igazolja a színek kifejező ereje és a szemlélőre gyakorolt hatása közti titkos, belső kapcsolatot.
Az absztrakt festészet első teoretikusa Endel volt.[forrás?]
- Az első absztrakt akvarell: (1910) A legenda szerint egy séta után hazament és a sötét műteremben látott képek inspirálták. Monet szénaboglyák sorozata hatott rá. A kép az 1940 után kialakult amerikai festészet (absztrakt expresszionizmus) előfutára. Nincs középpont, nincs hierarchia, nincs kompozíció, csak sejtek, színvilágok, csírák, amik beleférnek a végtelenbe. Kaotikus, egyben friss és eleven lírai alkotás ez. Az orosz parasztruhák színfoltjait követi. Elmondása szerint sok minden hatott rá: gátlás, szúnyogdöngés.

Képeit három csoportba sorolja: Kandinszkij nem tartotta magát szigorúan ezekhez a szabályokhoz.

#### 1. Impressziók
A természet által keltett benyomásokon alapulnak.
- Impresszió III. (Koncert): (1911)
- Impresszió V.: (1911) Tájképet jelenít meg. Fő motívumai a hegyek. A körvonalak és a színfoltok elválnak egymástól. A tájképből kivonatot készít.
- Vasárnapi impresszió:

#### 2. Improvizációk
1909-től ösztönös érzelmi reakciókat és tudattalan belső hangokat vetít ki képeire.
- Improvizáció 3.: Egy lovas jelenik meg házzal. Meseszerűség és a közel-keleti jelleg dominál.
- Improvizáció 6 (Afrikai): (1909) Biblikus megjelenítésmód. A két „afrikai” figura sugallta cselekményt szinte teljesen elnyomják a képen villogó, szenvedélyes kontrasztban áthömpölygő színek.
- Improvizáció 9: (1910) Intellektuálisan és spirituálisan is elmélyül. Az asztronómia, a biológia és a fizika elméleteire hivatkozik. Az anyag egymásba alakulása saját absztrakcióján keresztül jelenik meg, miszerint az anyagi világ lerombolható és energiává alakítható. Hatott rá Schönberg atonális zenéje, Einstein relativitás elmélete.
- Improvizáció 14:
- Improvizáció 19: (1911) Egyre jobban lebegnek a képei. Magas alakok jelennek meg. A felület nagy részét a kék különböző árnyalatai borítják a halványkéktől a lilás árnyalatokon át egészen az ultramarin kékig. Ezt a vibráló színmezőt fekete ecsetvonásokkal alkotott alakok keretezik. A bal oldalon erőteljes, meleg színű, a jobb oldalon – kép széléig felmagasodva – a kék háttér előtt. Jóllehet a fekete kontúrok figuratív vonásokat sejtetnek, az alakok két csoportja közt még sincs semmiféle összefüggés, és ugyanígy nem találunk jelentéstartalmat a kép többi részén sem. Elképzelhető, hogy Kandinszkij ehhez a művéhez a Müncheni Művész Színház előadásaiból merített ihletet, mely a szimbolista műveket egy kétdimenziós, festői színházi háttérfüggöny előtt mutatta be.
- Improvizáció 26 (Evezők): (1912) A folyamat, melynek során az asszociatív utalásokat fokozatosan felváltották a letisztult színek és formák, legjobban ezen képei révén érthető meg. A kép jobb oldalán a vörös folt stilizált alakká, a vörös ívvel és hat fekete vonallal egységet alkotva azzá az evezőssé lényegül, akiről Kandinszkij kísérő magyarázatában szól. Az evezős csónak is gyakori motívum lesz képein.
- Vízözön improvizáció: (1913) Az egyik legszínesebb és legviharosabb kompozíciója. Rajta minden felismerhető részlet elveszik az emelkedő és süllyedő színek robbanásában. Csak a belső sarokban feltételezhető egy hegy. A hegy rendíthetetlenül áll az örvénylő háborgásban. Kandinszkijjal együtt mások is vallották, hogy a szellemi megújulás csak a legkeményebb erőfeszítések árán érhető el.
- Ábrándos improvizáció: (1913) Különféle színű alakzatok lebegnek örvénylő szárnyalással az elmosódott alapon elterülő kék központ körül. A kísérő „másodlagos hangok”, a lineáris szimbólumok és az elszórt grafikai elemek a szabadon alkalmazott színek tökéletesen függetlenített ellenpontjaként jelennek meg. A kompozíció egésze derűs, békés, nyoma sincs rajta az egyéb „improvizációk” görcsös feszültségének. Talán ez a kép mutatja meg legvilágosabban vibráló színeivel és expresszív jelképeivel, mit jelent a „zengő kozmosz” kifejezés Kandinszkij számára: szabadon komponált formák és színek eleven hálózata, minden tematikus asszociációtól mentesen a festmény nyitott terében.
- Hegyvidéki improvizáció: (1914) Elől egy bajor népviseletbe öltözött párt láthatunk a kis kikötőben a színek zuhatagának fogságában. A képet evezős csónakok teszik teljessé.

#### 3. Kompozíciók
Lassan kibontakozó belső érzelmekkel dolgozik. Ezen képeit hosszú előkészítő munkák előzik meg.
- Tanulmány a Kompozíció II.-höz: (1910) Az átmenetet mutatja az ábrázolások között. A vonalaknak is van ereje, kötetlen ellenpontozásokat alkalmaz. Ezek voltak az első képei egy bemutatkozó kiállításon, ilyen képei miatt drogosnak kiáltották ki. A képen még tisztán kivehetőek az alakok, a táj, a házak, és ismét felbukkan a ló és lovasa is. Kusza, zavarosnak tűnő elrendezésük, labilis dinamikájuk mintha a döntő lépés előtt álló Kandinszkij lelki állapotát tükrözné.
- Kompozíció II.: (1910) A kép elveszett a II. világháború folyamán. Ez volt Kandinszkij eddigi legnagyobb méretű és legjelentősebb műve.
- Kompozíció IV.: A háttérben lovascsata zajlik, egy harc érzetét jeleníti meg. Van szivárvány is.
- Kompozíció V.: (1911) Már pusztán a kép méretei is sejtetik engedni, hogy Kandinszkij számára ez a műve alapvető fontosságú volt. Az absztrakt formák közt csírájában még fellelhető a valóság képe. Egy várost ismerhetünk fel a kép felső régióiban, ismét másutt egy evezős csónakot három emberalakkal.
- Kompozíció VI.: (1913) Kandinszkij kiindulópontként a vízözönt jelöli meg, melyet már számos festményén megörökített. „Ennek a képnek két centruma van. Az egyik a bal oldali, a lágy, rózsaszínes árnyalatú, némiképp elmosódott központ vékony, kanyargós vonalakkal. A másik a jobb oldali (mely egy kicsit feljebb helyezkedik el) a gorombán kemény, diszharmonikus kék-vörös központ éles, erőteljes, megfontolt és meglehetősen rosszindulatú vonalakkal. Ám a két központ között helyezkedik el a harmadik (valamelyest közelebb a bal oldalihoz), mely csak később ismerhető fel, de ez tulajdonképpen a kép valódi központja. A rózsaszín és a fehér itt olyan elementáris tajtékzásba kezd, amit nem várnánk tőlük sem a vásznon, sem bármely más fiktív felületen. Mintha párafelhőktől övezve az űrbe ömlenének… A párában álló alak nincs sem közel, sem távol; épp csak van valahol. Ez a valahol a kép igazi központja, mely döntően meghatározza a kép hangulatát.”
- Tanulmány a Kompozíció VII.-hez: (1913)
- Kompozíció VII.: (1913) A képen szereplő témák sokfélék és igen összetettek. Előkészítő tanulmányai elérik a 30 darabot. A főtéma olyan eszkatológikus képek köré csoportosul, mint a Vízözön, a Feltámadás vagy az Utolsó ítélet. A grafikailag gazdagon díszített központból robbanásszerűen áramlik szét az eszmék és ideák világa. Visszafogott, ködös árnyalatok lebegnek a csikorgó színkontrasztok között. Az egymást keresztező áramlatokból Kandinszkij a motívumok és formák „szimfóniáját” hozta létre „A művészet spirituális vonatkozásai” végső apoteózisaként.
- Kompozíció 1914-ből: Hatalmas tömegek, ködök, misztikus zuhatagok jelennek meg.
- Napsütötte ablak: (1910)
- Lírai: (1911) A képen a ló és a lovas már-már monumentális méreteket ölt a háttérben szerényen meghúzódó táj előtt.
- A Der Blaue Reiter-almanach borítójának végső terve: (1911) A mondai lovag végső, teljes megtestesülése Szent György, a Sárkányölő. A harcos lovag végül is a Der Blaue Reiter-almanach borítóját ékesítette.
- Sárkányölő Szent György: (1911) Szakít a mesevilággal, de azért néha visszatér egy kicsit. A kihagyásos technika Delaunay hatását mutatja. Hat rá a bajor festészet síkra redukálása. A lovag a harc jelképe. A ló egy szent teremtmény, aki átvezeti a holtat a túlvilágba (Goya, Delacroix). A lovag figurája többnyire összekapcsolódik a heggyel, ami a feltörést szimbolizálja.
- Romantikus tájkép: (1911) Mozgásban oldódik fel a forma.
- Kép fekete ívvel: (1912) Ezen a képén egyik alapvető témáját a konfliktus és a harc motívumát fogalmazza meg, mely végigkíséri munkásságát a Bauhaus évein át egészen a kései alkotásokig. Szinesztikus színértékeket és olyan formákat használ, amelyek éppen azért hatnak a nézőre, mert még mindig objektív, a valóságot idéző ábrázolásokra emlékeztetnek. A kép az absztrakt formák érzelmektől áthatott világának példája. Három egymásnak feszülő síkidom alkotja a kép drámai kompozícióját. A kép jobb alsó szélének irányából cinóbervörösben játszó alakzat nyomul a kép közepe felé. Sárgásfehértől narancsvörösig terjedő tónusokkal és erőteljes ecsetvonásokkal borított kék sziluett emelkedik ellentétes irányból. Lilásvörös korong kontúrjai szegülnek ellen a kéknek és a vörösnek a harmadik oldalról. Míg a két alsó formáció a kép széléhez kötődik, a felső forma kisebb festékfoltoktól övezve szabadon mozog a térben. A vörös és kék elegyítéséből származó lila szemlátomást enyhíteni igyekszik a feszültségtől terhes ellentéteket. A címadó ív több egyszerű görbületnél. Keretbe foglalja a három síkidomot és kihangsúlyozza a lila korong stabilizáló szerepét. A fekete ív valóságos energia-kitörésnek tűnik, az erőszakos harc színterének, ahol a vörösök állnak az egyik oldalon, a lépésben hátráló kékek a másikon.
- Harc: (1912) Viszálykodó színekből, az egyensúly hiányából építkezik. Az anyag és a szellem harca jelenik meg.
- Tájkép toronnyal: Utolsó etap az absztrakció felé. A felhőkön szecessziós körvonalakat alkalmaz. A robbanás előtti állapotot sugalmazza. Fauves-os színeket használ.
- Nő Moszkvában: (1912) A kép annak ellenére, hogy figurális ábrázolás, Kandinszkij absztrakt időszakában készült. Mme Blavatsky, a teozófia egyik terjesztője előtti hódolat ez a kép. Összesen három változatban készült el. Egy jól öltözött vörös hajú nőt látunk, aki a minoszi istennők pózában van. Jobb kezében fehér kutyát tart, bal kezében vörös rózsát. A figurát dicsfény veszi körül, kék aurája kisugárzik. A kék Kandinszkijnál a végtelenséget és a törvényszerűséget jelzi. A szív oldalán egy rózsaszínű gömb van. Jobb oldalán két darab háromszög forma, továbbá egy vakfolt. A háttérben egy szokásos moszkvai utcarészlet. Az ember az, aki a kozmosz energiáját használva csakrákon keresztül kapja az energiákat, az ember egyensúlyt teremt az anyagi és szellemi világ között, ez egy kiegyenlítő szerep. Az energiák a Napból származnak. Itt nem az ember fizikai testéről van szó, hanem annak túlvilági másáról.

Szimbólumok a képben:
- Fekete folt: gyűlölet
- Háromszög: gyűlölet
- Kutya: állatvilág
- Rózsa: növényvilág, szívcsakra
- Gömb: szeretet

A kép formája négyzetes: 108,8x108,8 cm-es. Blavatsky a Titkos tan c. könyvében írt a négyzetről: „A négyzet a földi világ szimbóluma.” A háromszög a szellemi világot jelképezi. Az ember egyszerre áll a két világban, ezért nevezik szeptimier embernek (a háromszög és a négyszög összeadásából).
Maga a moszkvai háttér anyja emlékére utal. Kandinszkij Moszkváról úgy ír, mint harmadik Rómáról. Spirituálisan megjelenő civitas.
- Az Apró örömök vázlata: (1913)
- Apró örömök: (1913)Csónak, hegy, tenger, Kandinszkij motívumai különféle változatokban tűnnek fel. Az evezős csónak a lovas motívumhoz hasonlóan a mozgás szimbóluma, de egyszersmind az elhagyatottságé, aminek az ember szükségszerűen ki van szolgáltatva. Tisztán kivehető a hegycsúcson egy város és talán település, továbbá a táj száguldó lovasokkal, árnyszerű alakok a hegy lábánál.
- Apró örömök II.:
- Kép fehér szegéllyel: (1913) A képet Kandinszkij alkotóereje teljében fejezte be 1913-ban, az I. világháború kitörése előtt. A vezérmotívum: Szent György és a sárkány. Szent György fehér dárdával jelenik meg. A sárkánnyal folytatott harc a szellem győzelme az anyagi világ felett. Nincs formai tisztaság és nincs játékosság. Kavargó, barokkos absztrakció ez. Az élet kábulata kerítette hatalmába. „Egyszerű, lényegretörő és letisztult technikával” fejezi ki a kép alapvető cselekményét, a „harcot feketén-fehéren”. A fehér vonal, a dárda, a sárkányra, a kép bal alsó sarkában terpeszkedő fekete figurára irányul. A fehér szegély körülöleli a kompozíciót és a kép lényegi részére irányítja a figyelmünket.
- Fekete vonások: (1913) Jó példa a kötetlenül hömpölygő színek és a közéjük ágyazott grafikai szimbólumok játékára.
- Tájkép templommal: (1913) „Lelkemben az atomhasadás olyan volt, mint az egész világ szétesése.” A színei egyre világosabbak lesznek. A szivárvány egy új kor szimbóluma.
- Vízözön: (1913) A háború előtt felerősödik az apokalipszis témája. Emelkedő, süllyedő ős óceánt látunk. Egyetlen szilárd pont a fekete hegy.
- Üvegtest és a hal: Erősebbek a lineáris eszközök, pszichikus akkordok.
- Fekete ég: Strukturált kompozíció. Hármas tagolású. Van egy alapréteg okker: ebben 3 felület, 3 kontinens éppen keletkezőben. A harmadik réteg önálló vonalrendszer, ami villámként cikázik, közöttük a legerőteljesebb egy fekete ív. A vörös folt solaris energia.
- Dilluvium: Őseredeti kozmikus erő ez. Természeti energiákat szabadít fel.
- Dilluvium II: Az őskáosz közepette egy sor anyagközi dolgot is megragad: párák, méhzümmögés. Festék = prima materia.
- Dilluvium III.:

### A hideg korszak
1914 és 1921 között Kandinszkij Moszkvában tartózkodott. Absztrakt műveiben az egyes elemeket mindinkább geometrikus formában jelenítette meg. Ennek oka egyrészt Kandinszkij saját öntisztulási folyamatában, másrészt a moszkvai avantgárd művészeti életet döntően befolyásoló konstruktivisták és szuprematisták hatásában keresendő.
1918-tól 1920-ig Kandinszkij a forradalom utáni Oroszország kulturális politikájának fontos szereplőjévé vált. Az új rendszerben közoktatási minisztériumként, illetve annak egyik intézményeként létrejött az OSZSZSZK Közművelődési Népbiztossága (Narodnij Komisszariat Proszvescsenyija RSZFSZR), a Narkomprosz Képzőművészeti Osztálya – amelyet egyszerűen Izo-Narkomprosznak neveztek – moszkvai alosztálya Kollégiumának és Nemzetközi Irodájának munkatársa lett. Tanított, kidolgozott egy főiskolai tananyagot, mely elsősorban a színek és a formák analízisén alapult, múzeumban dolgozott, melyben művek beszerzésével foglalkozott, hozzálátott a Képzőművészeti Enciklopédia szerkesztéséhez. Több mint húsz vidéki múzeum alapításában vett részt. Szerepe volt a Művészi Kultúra Moszkvai Intézetének megalapításában is. Azonban a vezetőségben ülő konstruktivisták – Rodcsenko, Sztyepanova és Popova – hamarosan kikezdték Kandinszkijt, elméleti rendszerét „megcsonkított spiritizmusnak” nevezték. Kandinszkij nemsokára elhagyta Moszkvát, majd 1922-ben, a művészet feletti egyre erősebb ideológiai ellenőrzéssel és a szocialista realizmus központi erőltetésével elégedetlenül, Szovjet-Oroszországot is.
- Moszkva I.: (1916) A kép szerkezeti struktúrája az Apró örömöket idézi. Lényeges különbség azonban, hogy a természeti környezet rajta sokemeletes épületek, hidak, kupolás templomok váltsák fel. Akárcsak a korábbi Színes életen Kandinszkij szemmel láthatólag itt is igyekszik az élet minden egyes területét érinteni, vallásos és világi témákat, a halált és a halál utáni életet egyaránt. A képen uralkodó reményteli, bizakodó hangulat élénken tükröződik a mesterkéletlen ragyogó színeken és a kép közepén látható fiatal páron. Kandinszkij stilisztikailag ismét közel kerül régi műveihez. A képet pszeudo-naturalista, legendai hangulatú háttér és a kontraszt hatású, ragyogó színekben pompázó gesztusok teszik jellegzetessé.
- Vörös ovális: (1920) A képen a sárga trapezoid alkotta központé a főszerep. Komplex, hatásában háromdimenziós kontúrja formavilágával a szuprematista műveket idézi. Ám Kandinszkij ezt az érdekes felületet gazdagon árnyalt zöld háttérbe helyezi, üdítően atmoszferikus teret hozva létre, éles ellentétben a szuprematista képek hideg sík felületeivel. A sárga alakzatra felépíti világosan tagolt pont-, folt-, vonal- és színszótárát, amit tanári pályafutása során a későbbiekben kitartóan elemez és továbbfejleszt majd.
- Fehér vonás: (1920)
- Vörös folt II.: (1921) Hűvös kiegyensúlyozottság jellemzi. A címbéli vörös folt a kép lüktető központja, köré csoportosulnak a kép más részletei. A felület és a forma mellett a színek is létrehozzák a magul feszült izgalmát: míg a fehér többnyire a hegyes alakzatok színe, a piros leginkább a tömör, kerekded formák számára van fenntartva, a leheletnyi kékek csak a kisebb formákat díszítik és nem alkotnak valódi ellenpontot.

1921 végén Kandinszkij Berlinbe költözött, kidolgozott tananyagát és a hozzá tartozó metódusokat magával vitte a Bauhausba. A berlini művészeti életet az absztrakt festészettel szembehelyezkedő trendek, a Neue Sachlichkeit, az expresszionizmus és a dada uralták.
Ezekben az években hét kiállításon vett részt, és számos tanulmányt, esszét írt a festészet alapvető kérdéseiről. Geometrikusabbá váló képeinek kifejezőereje, mellyel a formákat elemzi és feldolgozza, élesen elkülöníti őt az orosz konstruktivistáktól. Egy későbbi kijelentésében világosan rámutat a kérdés lényegére:

„Egy háromszög és egy kör kijelölt pontjának találkozása nem kevésbé hatásos, mint amikor Isten és Ádám ujja összeér Michelangelo jóvoltából.”

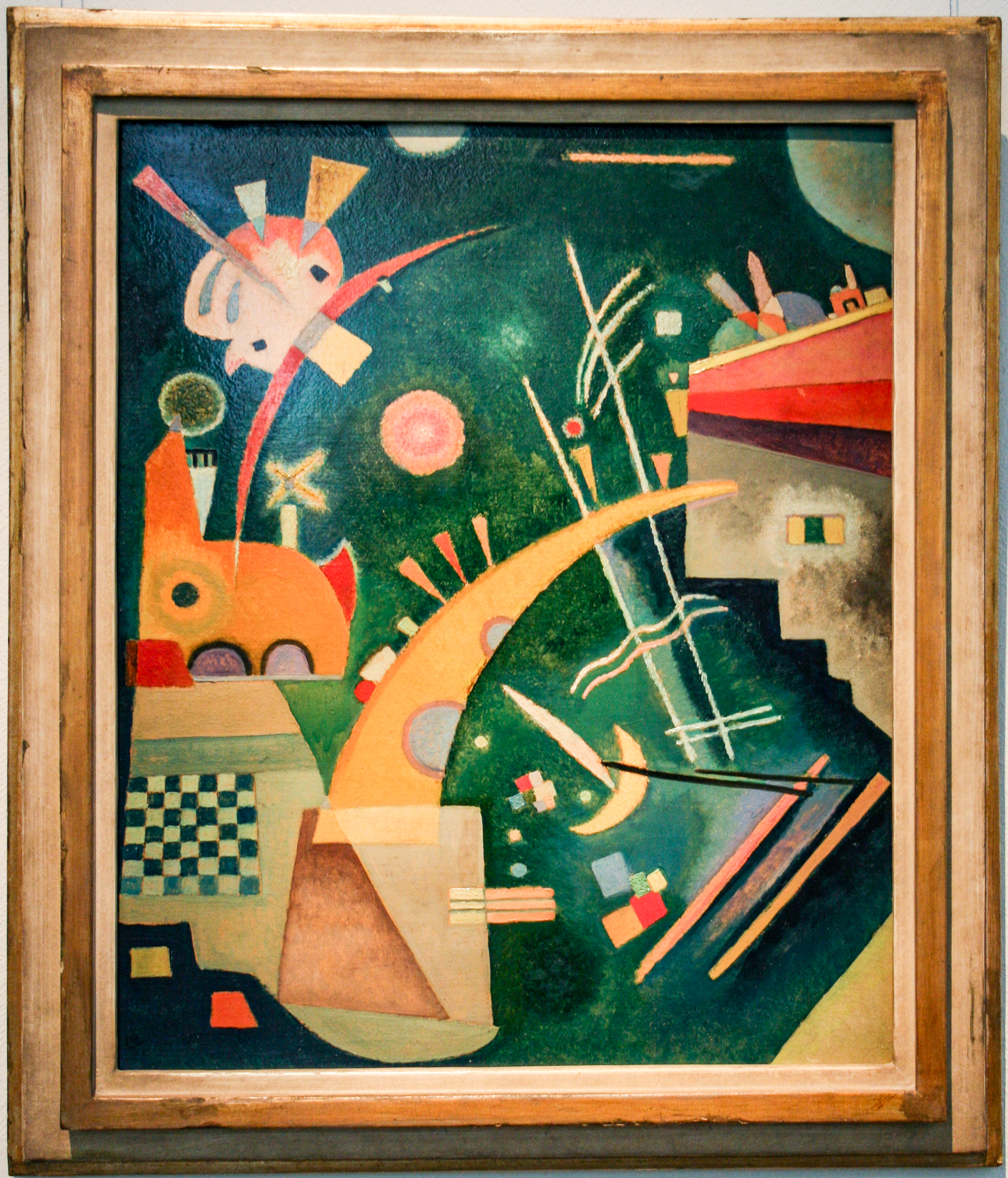
Szarv-forma (1924)

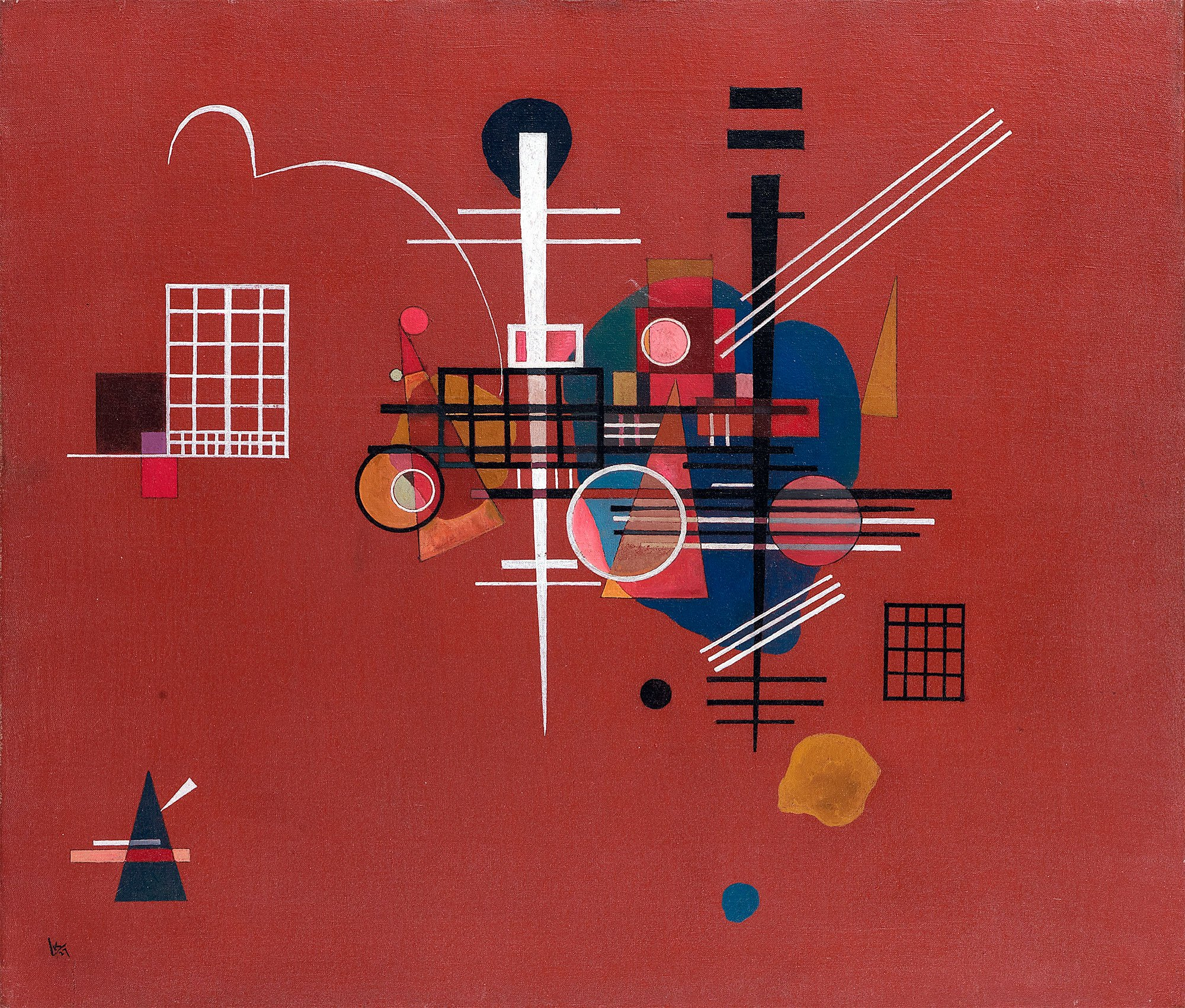
Fakóvörös (1927)

Munkásságának homlokterébe mindinkább a geometriai alapelemek kerültek. Szenvedélyes színei fokozatosan átadták a helyüket a hűvös, esetenként diszharmonikus kölcsönhatásban álló színek csoportjának. Képei láthatóan kevesebb feszültséget hordoznak magukban. A hideg korszakában a kör, mint tökéletes forma és egyben kozmikus erők szimbóluma áll képei fókuszában.
- Vázlat a B falhoz: (1922) A mű moszkvai életének utolsó emlékének tűnik és egyben erőfelmérése a rá váró feladatoknak. A fekete háttér és a tempera technikája mindenesetre a müncheni művekkel mutat szoros rokonságot.
- Apró világok III.: (1922) A sorozatban a színeket visszaszorította a sárga-vörös-kék triász határai közé, de forma terén új elemek igen változatos kombinációjával jelentkezett. Rostély- és sakktáblaminták, ék alakú formák, körök és félkörök váltogatják egymást.
- Apró világok VII: (1922)
- Kompozíció VIII.: (1923) A mű geometriailag csupán néhány alapelemre korlátozódik. Kör, félkör, hegyesszög, tompaszög, egyenes és ív. Az uralkodó kör a kép bal felső sarkában trónol, körülötte színes környezetben pompázó körök alkotta alközpontok kavarognak. A körök és félkörök szabad lebegésének pályáját a sakktábla rácsozatához hasonló minták szelik át, de nem gátolják, nem törik meg a mozgás lendületét.
- Kis vörös álom: (1925) A kép bensőségesebb hangulatú, mint az előzők. Ezt a feleségének ajándékozta. A mű lényegi sajátosságai és független kompozíciós elemei az 1912-es Improvizáció 24-et elevenítik fel.
- Sárga-vörös-kék: (1925) A kép bal oldala világos és csillogó, festői és lineáris. A jobb oldalon a művészi eszmeiség. Ez sötétebb és nehezebb fajsúlyú. Meghatározó eleme a sötétkék kör és a kanyargó fekete vonal. Az „e világi” sárga jelenti a szilárd komolyságot, a „mennyei” kék pedig mintha a felső sarok felé sodródna. Ez a kontraszt, a színek és a formák e konstellációja erősen emlékeztet Kandinszkij korábbi vezérmotívumára: a lovag és a sárkány témájára. Most mindketten visszatérnek ebben a tökéletesen megformált alakzatban.
- Kékben: (1925)
- Különféle körök: (1926) „A kört, amit mostanában oly gyakran használok, némelykor egyszerűen csak romantikusnak nevezem. És ez az eljövendő romantika valóban olyan mély, gyönyörűséges, sokatmondó és élvezetes, mint egy darab jég, melyben csöppnyi lángocska lobog. És minél kevésbé vesszük észre a jég mellett a lángot, annál rosszabb…” A sötétkék központi kört részben lefedi egy fekete kör, mintegy a napfogyatkozás érzéki hatását keltve. Körülöttük kisebb-nagyobb körök lebegnek sugárzó színekben úszva a sötétbarna háttérben.
- Emeletek: (1929) Tulajdonképpen egy ház szerkezetében különböző emeleteken helyet foglaló absztrakt entitásokat jelenít meg. Talán valamiféle gúnyos kommentár ez a Bauhausnak ahhoz az építészeti programjához, mely a lakóterületeket kis, egyforma helyiségekre osztotta.
- Szeszély: (1930) A Bauhaus utolsó éveiben Kandinszkij művei ismét derűsebbek. Vidám, mondhatni mókás hangulatukkal már a késői párizsi műveket előlegezik meg. Ilyen hangulatot sugároz ez a kép is, a maga talányos bárka-űrhajó asszociációival, egyiptomi hieroglifával és Klee-t idéző álomszerű formanyelvével.

### Biomorfikus absztrakció
1933-ban – Adolf Hitler hatalomra jutásakor – Kandinszkij Párizsba költözött. Ekkoriban Párizsban még nem igen ismerték az absztrakt festészetet. A közkedvelt irányzatok az impresszionizmus és a kubizmus közötti stílusintervallumban helyezkedtek el. A geometrikus képzőművészeti kifejezőeszközöket Párizsban csak néhány művész, köztük Piet Mondrian, Hans Arp és Georges Vantongerloo képviselte, de ők sem arattak számottevő sikereket. 1936-ban az egyik aláírója volt Tamkó Sirató Károly Dimenzionista manifesztumának.
Miután 1937-től megkezdték a német múzeumok kitakarítását az elfajzottnak tekintett műalkotásoktól, 1939 márciusában a nemzetiszocialisták irányította Németország több ezer ilyen festményt égetett el nyilvánosan, ide tartoztak a zsidó festők művei, valamint a tetszőleges nemzetiségű festők által készített nonfiguratív alkotások. Marc Chagall, Franz Marc, Paul Klee, Piet Mondrian és mások művei mellett Kandinszkij néhány Németországban lévő alkotása is elhamvadt a tűzben.
Kandinszkij visszavonultan élt és dolgozott egy kis lakásban, melynek nappaliját műteremmé alakította át. Ilyen szerény körülmények között dolgozta ki vizuális kifejező eszköztárának végső változatait. Kései képein a legszembetűnőbb változás a színhasználat terén mutatkozik. Most olyan színkombinációkat használt, melyek példátlannak nevezhetők az akkori művészetben: általában különlegesen könnyed, légies hatásúak, színgazdagságuk a szláv népművészetet juttatja eszünkbe. A vékony rétegekben, néhol raszter-hatásban alkalmazott színek másodlagos optikai hatásokat hoznak létre más színekkel vagy a háttér alaptónusával. Új technika a homok használata.
Az új színekhez új formai idiómákat dolgoz ki. Az alapvető geometrikus formák elképesztően változatos kontúrokká olvadnak, melyek közt a biomorfikus alakzatok uralkodnak a geometriai jellegűek felett. Puhatestű tengeri lényektől kezdve az állattan prototípusain át a méhen belüli fejlődés szakaszában levő formákig mindenféle élőlények népesítik be képeit. Kandinszkijt e korszakból származó festményeit nem enyhíti „hűvös romantika” vagy az öregkor bölcsessége. Sokkal inkább hevesség, fortyogás, valamiféle őserő jellemzi, mintha egy távoli nap próbálna új életet teremteni egy protoplazma segítségével egy lavór vízben.
- Szelíd emelkedés: (1934) A színfelhőből a színek harsányan daloló játéka kel életre rendkívül finom, szellemes formákban.
- Kompozíció IX: (1936)
- Uralkodó ív: (1936) Kandinszkij műalkotásainak változatlan komplexitását láthatjuk ezen a képen, a képzelet és sokrétűség e tűzijátékot idéző látványosságában. Az élővilágból vett és szimbolikus formák egész sora söpör végig az egykor oly hűvös nyugalommal megszerkesztett körökön. Közülük néhány egyfajta képes felirattá áll össze, egy képen belüli képpé.
- Bonyolult-egyszerű: (1939) A felhős, sokszínű alapon pezsdítő hatást keltenek és alapvetően önálló életet élnek ezek a színből és formából teremtett lények.
- Színpompás együttes: (1938) A korábban alkotójuk által oly nagy szigorral kezelt mértani formák és kompozíciós szerkezetek dolga igencsak nehézzé válik, ha állni akarják a sarat a mitikus lények áradatával szemben.
- Kompozíció X.: (1939) A fekete háttér újra előkerül a világháború kitörése előtt készült utolsó nagyszabású kompozícióján. Mitikus, látomásszerű képi világ jön itt létre, szín- és formagazdagságában nyomát sem fedezhetjük fel a fenyegető háborús konfliktusnak.
- A kör körül: (1940)
- Égszínkék: (1940) Az égszínkék háttér előtt színes formák és kontúrok sokaságát látjuk lebegni, mintha mikroszkópon szemlélnénk egy ismeretlen világot. „A dolgok elrejtőzött lelkének megpillantását akár puszta szemmel, akár mikroszkópon vagy teleszkópon át ömlik a szemünkbe, belső látásnak nevezem. Ez a pillantás áthatol a kemény burkon, a külső formán, a dolgok belsejébe lép, és lehetővé teszi, hogy összes érzékeinkkel felfogjuk azok belső lüktetését.”
- Cím nélkül: (1941) Késői művei nem árulkodnak nagyobb letisztultságról vagy öregkori bölcsességről. Csillámló színekkel megfogalmazott szelíd geometriai formák és Biomorfikus levezetések élénkítik meg az egyszínű felületeket. Az egymást határoló színek bizarr kontúrjai úgy ragyognak a fekete háttérben, mint Moszkva kupolái, templomtornyai az esti fényben. A kör vörös középpontját övező kompozíció olyan boszorkányosan fantasztikus, majdhogynem zenei hatású, mintha Kandinszkij honfitársának, Sztravinszkijnak a muzsikáját akarta volna a színek segítségével interpretálni.
- Kordába tört lendület: (1944) A temperált színhatásoktól eltekintve, ez a kép éppoly kevéssé árulkodik a külső és belső fenyegetettségről, mint bármely más képe a háború éveiből.

### Utolsó évei
Kandinszkij 1944. december 13-án halt meg érelmeszesedés következtében. Mindvégig meg volt győződve „belső világa” létezéséről. Egyedülálló, expresszív színvilága inkább a romantikus teremtés-mítosz, a káoszból kiemelkedő új élet gyermeke és nem az alapvető formákból elvonatkoztatott síkgeometriáé, mint ahogy azt egyes konkretista és konstruktivista elemzői állítják. Művészeti modellje elutasítja a természet-utánzó ábrázolást, de szándékában mégsem egyértelműen nonreprezentatív művészet. A legkülönfélébb művészek és művészeti irányzatok számára szolgált kiindulópont gyanánt a konkrét, geometrikus művészetektől egészen a formák tagadásáig.

## Ismertebb írásos művei
- A szellemiségről a művészetben (Über das Geistige in der Kunst, 1910). Ld. még Archive.org (Michael T. H. Sadler angol nyelvű fordítása (1914), megszűnt weboldal archív változata) fordítása (1914), megszűnt weboldal archív változata

### Magyarul
- A szellemiség a művészetben; ford. Szántó Gábor András; Corvina, Bp., 1987 (Imago)

## Emlékezete

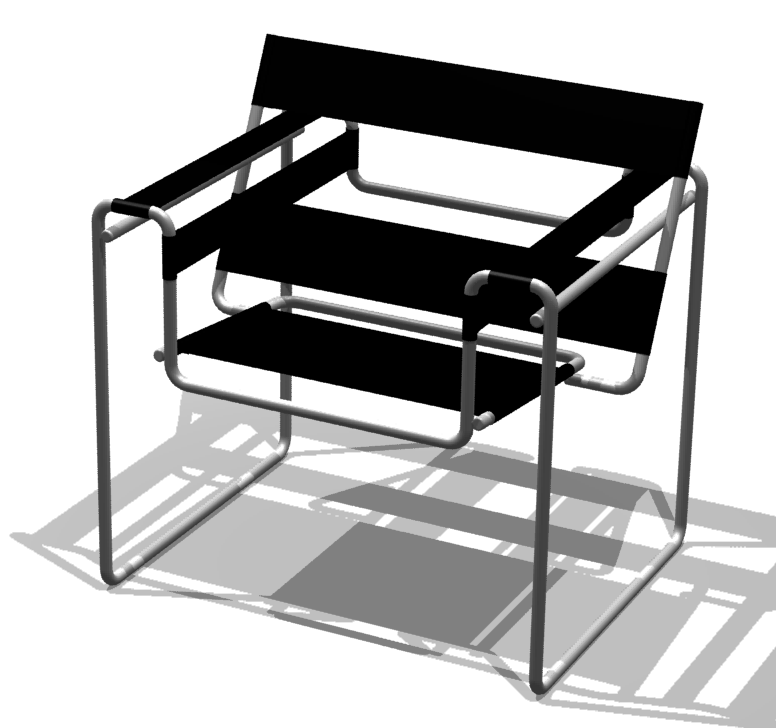
A Vaszilij szék

Breuer Marcell róla nevezte el világhírű székét (Wassily chair), melyet a Knoll gyárt.

### Életrajzi összefoglalók, képtárak
- Wassilykandinsky.net Életrajz, összefoglaló (angolul) (1); Munkái egyes múzeumokban
- Wassily-kandinsky.org Életrajz, összefoglaló (angolul) (2)
- MoMA: Vassily Kandinsky Kandinszkij a new york-i Modern Művészetek Múzeuma honlapján (a képtárban főleg rajzok és grafikák találhatóak meg)
- Guggenheim Múzeum: Vasily Kandinsky (életrajz-vázlat) Archiválva 2014. november 20-i dátummal a Wayback Machine-ben; Galéria (rajzok és festmények)
- Wikiart.org: Wassily Kandinsky. (Képek és adatszerű leírásuk – jelenlegi tárlat, méretek, technika stb.)
- Tate.org: Vassily Kandinsky (életrajz, angol) és a honlap Kandinszkijjel kapcsolatos cikkei. Hiv. beill.: 2014-11-22.
- Vanessa Morisset: Vassily Kandinsky. ismertető a Modern Művészetek Múzeumában lévő tárlatokhoz a Modern Művészetek Múzeuma / Pompidou Központ honlapján. Hiv. beill.: 2014-11-19.
- Steven R. Holtzman: Digital Mantras: The Languages of Abstract and Virtual Worlds. Google könyvek, fejezet (részletek). 69. -84. o.

### Magyar nyelvű kötetek
- Szabó Júliaː Kandinszkij; Corvina, Bp., 1970 (A művészet kiskönyvtára)
- Székely Andrásː Kandinszkij; Gondolat, Bp., 1979 (Szemtől szemben)
- Hajo Düchtingː Vaszilij Kandinszkij, 1866–1944. Forradalom a festészetben; Taschen–Kulturtrade, Köln–Bp., 1992
- Mihail Guermanː Vaszilij Kandinszkij, 1866–1944; ford. Gebauer Imola; Gabo, Bp., 2005
- Tengeri csaták. A festői látásmód Veronese, Turner és Kandinszkij művészetében Szépművészeti Múzeum, Budapest, 2006. február 1–2006. március 15.; kiállításrend. Tóth Ferenc, katalógusszerk. Tatai Erzsébet; Szépművészeti Múzeum, Bp., 2006 (Géniuszok és remekművek)
- Vaszilij Kandinszkij; ford. Szabó Mária; Ventus Libro, Bp., 2007
- Picasso, Klee, Kandinszkij. A svájci Rupf-gyűjtemény remekművei. Kiállítás a Szépművészeti Múzeumban, Budapest, 2007. október 26–2008. január 27.; kiállításrend. Geskó Judit; Szépművészeti Múzeum–Vince, Bp., 2007

### Egyéb
- Pont, kör, háromszög (blogbejegyzés, Miklya-Luzsányi Eszter: Всё из моейдуши. Izdusi.blogspot.com. Hiv. beill.: 2014-10-28.)
- Lost Art: Wassily Kandinsky. Www.tate.org.
- Fineartamerica.com Kandinszkij inspirálta amerikai kortárs alkotások
- Busek – Pöschel – Schmidt – Steinmetz: Create your Own Kandinsky – Kandinszkij stílusú lézer-installációk létrehozása házfalakon interaktív, mozgásérzékelő, gesztus-irányította vetítőberendezés segítségével. Bemutató az anhalti Alkalmazott Tudományok egyetemén, a 15. Bauhaus Farbfest alkalmából (2012). Vimeo.com. Hiv. beill.: 2014-11-16
- Facebook közösségi oldal 1. Facebook közösségi oldal 2.